# Hypercompe obesa
Hypercompe obesa là một loài bướm đêm thuộc phân họ Arctiinae, họ Erebidae.